# ゆうき芽衣
ゆうき 芽衣（ゆうき めい、11月6日生まれ）は、日本のシャンソン歌手。

## 略歴
大阪府立豊中高等学校、大阪教育大学卒業。1997年フランスに短期留学。
2000年4月、ファーストCDアルバム「フレンチなシャンソン」を、2003年にはマキシシングルCD「恋はみずいろ」をリリース。シャンソン以外に映画音楽、童謡、ポップス、訳詞も手がけ、各種教室で指導のほか、高校の音楽科講師として教壇に立った経験を持つ。箕面市のコミュニティFM「タッキー816」に出演中(毎日曜日)。